# Rosita Forbes
Rosita Forbes, född 1890, död 1967, var en brittisk författare, reseskildrare, äventyrare och upptäcktsresande. Hon är främst käna för sina resor i Sahara, och blev berömd för sitt besök vid Kufraoasen i Libyen, som då var stängd för vita människor, under 1920-21. 